# Zaorze (Białoruś)
Zaorze (biał. Заор’е, Zaorje; ros. Заорье, Zaorje) – wieś na Białorusi, w obwodzie brzeskim, w rejonie małoryckim, w sielsowiecie Czerniany.

## Historia
W XIX i w początkach XX w. położone było w Rosji, w guberni grodzieńskiej, w powiecie kobryńskim, w gminie Błoty.
W dwudziestoleciu międzywojennym leżało w Polsce, w województwie poleskim, w powiecie kobryńskim, w gminie Nowosiółki. W 1921 wieś liczyła 142 mieszkańców, w tym 141 Polaków i 1 Białorusina. Wszyscy mieszkańcy byli wyznania prawosławnego.
Po II wojnie światowej w granicach Związku Sowieckiego. Od 1991 w niepodległej Białorusi.